# Anna Ahlund

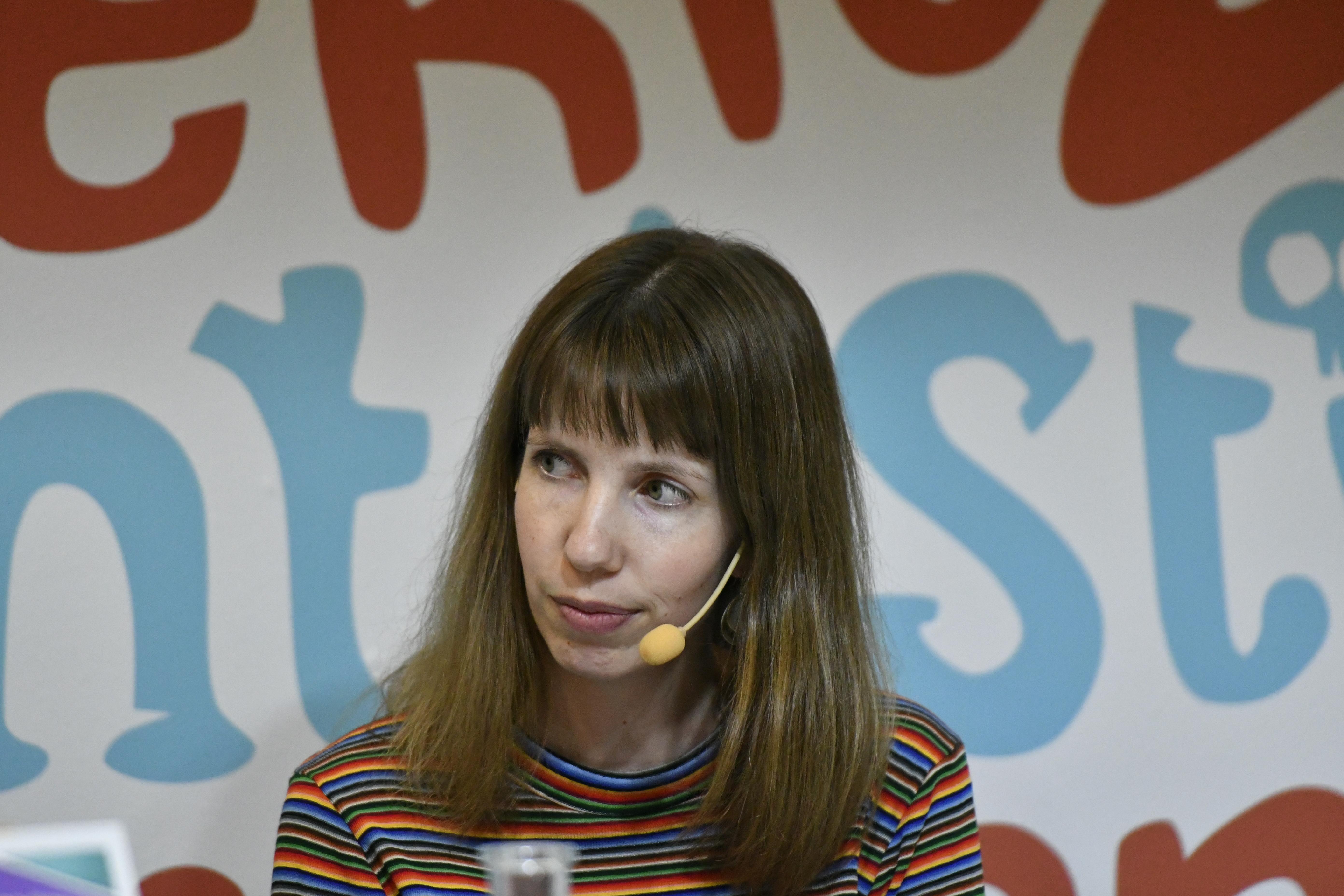
Anna Ahlund på bokmässan i Göteborg 2024.

Anna Ahlund, född 1987 i Stockholm, är en svensk författare.

## Biografi
Anna Ahlund har arbetat som lärare på högstadium och gymnasium, och även arbetat med läsning och ungdomar på Uppsala stadsbibliotek. Debutboken Du, bara var nominerad i kategorin Årets bok på QX Gaygala 2017, och boken Saker ingen ser på QX Gaygala 2018. Anna Ahlund tog initiativ till antologin Hetare som släpptes 2018 och består av queera noveller för unga vuxna. Novellerna är skrivna av bland annat Saga Becker, Pernilla Gesén och Sara Lövestam. 

### Antologier
- 2018 - Anna Ahlund & Cina Friedner, red., Hetare : elva noveller som känns, Raben & Sjögren, ISBN 9789129711530